# Kanton Aubière
Aubière is een kanton van het Franse departement Puy-de-Dôme. Het kanton maakt deel uit van het arrondissement Clermont-Ferrand. Bij de herindeling van de kantons in 2014-2015 werd het niet gewijzigd.

## Gemeenten
Het kanton Aubière omvat de volgende gemeenten:
- Aubière (hoofdplaats)
- Pérignat-lès-Sarliève
- Romagnat